# 塗装
塗装（とそう、英語: coat、painting、paintwork）は、材料の表面を塗料の皮膜で覆う表面処理の一つである。

## 概要
| ペンキを塗る前（左）と後（右）の影野駅駅舎 |  | ペンキを塗る前（左）と後（右）の影野駅駅舎 |
| ペンキを塗る前（左）と後（右）の影野駅駅舎 |  |                                            |

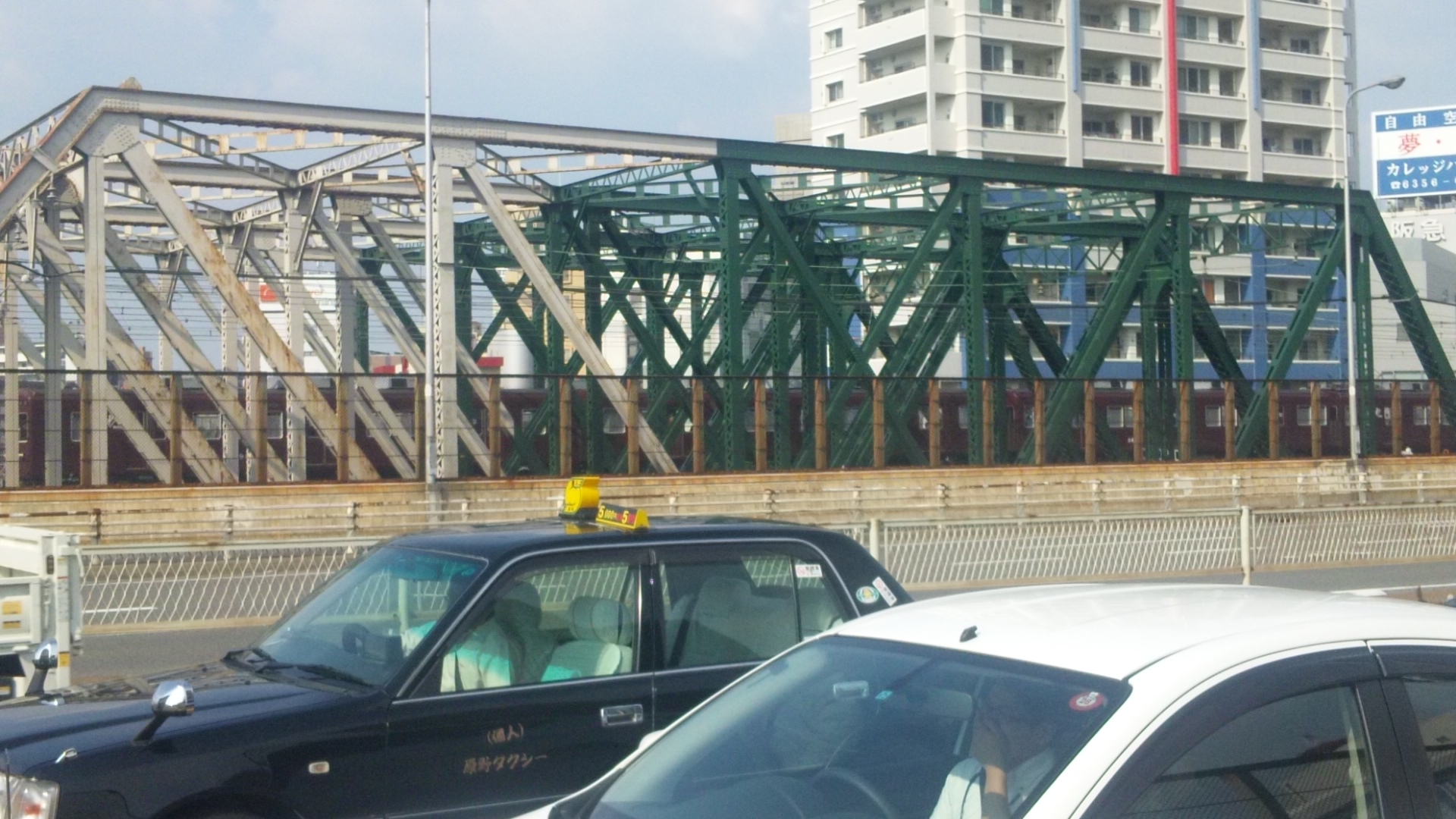
半分塗装された阪急電車中津駅近くにある鉄橋。塗装されていない側は剥げや錆が目立つ。

表面加工材料である塗料によって、金属、木材、コンクリート、プラスチックなどの固体表面に塗膜と呼ばれる安定した塗料の薄膜を形成させる加工法を塗装という。
塗料の役割（機能）は、大きく、1.保護、2.美観の付与、3.機能の付与の3つがあるとされる。
1. 保護
素材を錆（さび）や劣化、摩耗などから保護する目的[1]。補修塗装は比較的経済的に簡単な方法で長期の保護が可能になるため社会資産の維持や保全への大きな経済的効果がある[1]。
2. 美観の付与
色彩や意匠によって快適な環境や付加価値を作り出す効果で、自動車や携帯電話など工場製品の商品価値を高めている[1]。
3. 機能の付与
塗料の種類により電気・磁気的機能（導電、電磁波シールド、磁性、帯電防止、電気絶縁など）、熱的機能（耐熱、断熱、耐火、太陽熱吸収など）、光学的機能（蛍光、蓄光など）、物理的機能（落書き防止、防滑、潤滑、結露防止など）、生物的機能（抗菌、防かび、防藻、防虫など）、化学的機能（消臭、光触媒など）といった機能を付与できる[1]。塗料は基本的に機能性材料であるが、中でも特別な機能を付与したり特殊な環境で使用したりする塗料を特殊機能性塗料（あるいは単に機能性塗料または特殊塗料）という[2]。

製造業における生産方法のように工場において塗装を行う工業塗装と、建築塗装のように構築物が立地する現場において塗装する現場塗装がある。
なお、塗料は塗装方法により、はけ塗り用、ローラー塗装用、スプレー塗装用、浸漬塗装用、電着塗装用、カーテンフローコーター用などに分けられる。また、塗装工程により、下塗塗料（プライマー）、中塗塗料、上塗塗料、下地塗料、目止め塗料に分けられる。さらに塗装する素材によって鉄鋼用塗料、木工用塗料、プラスティック用塗料等に分けられる。

## 塗装工程
塗装においては、塗装をする対象物の塗装面の材質に合った塗料を選ぶ必要があり、場合によっては、塗料の性質に合うように塗装面にシーラーを施すなどの下処理が必要となる。なお、塗装面と塗装面以外の部分に汚染や損傷を与えないようにしておくことを養生という。
塗装工程は、塗装前処理、塗装、乾燥の3つの単位で構成され、塗り重ね（下塗り、中塗り、上塗り）を繰り返す場合はこの単位を繰り返すが、下塗りが終わって中塗りと上塗りを行う際には前処理が省かれることもある。塗料を被塗装物の表面に付着させることを塗布、それを塗膜にする過程を乾燥と呼び、その全プロセスを塗装ということもある。

## 主な塗装方法

### 液状のまま塗布する塗装方法
刷毛塗り塗装（はけ塗り）
塗料をその種類にあった刷毛で、はけ目が正しくなるように塗る方法。
ローラー塗装（ローラーブラシ塗り）
スポンジ状ローラー（ローラーブラシ）で塗る方法。
カーテンフローコーター塗装
スリットからカーテン状に流して塗る方法。
ロールコーター塗装
ゴムロールに塗料をつけたものを転写して塗る方法。
浸漬塗装（浸せき塗り）
塗料タンクに被塗物を漬けてから引き上げて塗る方法。さび止め塗料を塗る方法としても用いられる。俗称どぶ漬け塗装とも。日本ではプラスティーディップ(Plasti Dip)とも言われるが、これはPlasti Dip International社の登録商標である。
電着塗装
水溶性塗料を電気泳動の原理を利用してメッキのように塗る方法。

### 霧状にして塗布する塗装方法
エアースプレー塗装
圧縮空気で塗料を微粒化して塗る方法。
静電スプレー塗装（静電塗装）
微粒化した塗料を負極(－)、被塗物を正極(＋)に荷電して電気的に塗布する方法。
エアレススプレー塗装
吹付塗装の一種で、高圧空気を使わず、塗料を高圧にしてその圧力で噴霧する方式。圧力と加温を併用する場合もある。
静電エアレススプレー塗装
エアースプレー塗装に静電荷電を併用して塗布する方法。
粉体スプレー塗装
粉体粒子に荷電して塗布する方法。

## 塗装方法の技術革新

### 電着塗装
電着塗装は電極と被塗物にそれぞれ違う極性の印加電圧を負荷して、その間に塗料を満たした状態で直流電流を流し塗装する方法。被塗物を陽極にして塗装する方式をアニオン電着、陰極にして塗装する方式をカチオン電着という。
電着塗装は19世紀初めには発想があり、第二次世界大戦以前に実用化が試みられたものの実用化には至らなかった。アメリカでは1961年にフォード社がアニオン電着塗装の特許を出願した。日本では1964年（昭和39年）に初めて実用化された電着塗料がアニオン型だったが、塗膜の耐食性などが十分でなく、1977年（昭和52年）頃にはほぼカチオン型に転換していった。

### 粉体塗装
粉末状の樹脂（ポリエステル等）からなる塗料を、静電気により被塗物に付着させた後、加熱溶解して塗膜を形成する。静電塗装や焼付け塗装に似ているが、塗料はあくまでも固体の粉末であり、また塗膜の硬化は冷却によるもので熱硬化反応を用いていない。

### 紫外線硬化塗装
紫外線硬化樹脂をベースとした塗料を使い、被塗物に付着させた後、紫外線を照射し硬化させるもの。熱硬化や乾燥硬化ではないので、乾燥炉を必要とせず、現場での作業に好適でもある。